# Șleahova, Bârzula
Șleahova (în ucraineană Шляхове, transliterat: Șleahove) este un sat în comuna Pesceana din raionul Bârzula, regiunea Odesa, Ucraina.

## Demografie
Componența lingvistică a localității Șleahova
     Ucraineană (96,01%)
     Română (2,47%)
     Rusă (1,33%)
     Alte limbi (0,19%)
Conform recensământului din 2001, majoritatea populației localității Șleahova era vorbitoare de ucraineană (96,01%), existând în minoritate și vorbitori de română (2,47%) și rusă (1,33%).